# Tazón de Campeones 2016
El Tazón de Campeones 2016 fue la primera edición del tazón que enfrenta a los campeones de ONEFA y CONADEIP del fútbol americano universitario en México. El partido enfrentó a los Auténticos Tigres UANL, campeones de ONEFA y a los Aztecas UDLA, ganadores de CONADEIP. Los Aztecas ganaron el partido por marcador de 34–27. Brian Correa, receptor de la UDLA, fue nombrado el Jugador Más Valioso del partido.

## Resumen
Primer cuarto
- UANL TD Marcelo González acarreo de 10 yardas, (patada buena de Ricardo Aguilar) (12:32) UANL 7–0
- UDLAP TD Diego Ruiz pase de 11 yardas a Humberto Noriega, (conversión de 2 puntos buena, acarreo de 5 yardas de Eduardo Retana) (9:06) UDLAP 8–7
- UDLAP Brandon Cruz gol de campo de 38 yardas (00:39) UDLAP 11–7

Segundo cuarto
- UANL Aguilar gol de campo de 50 yardas (10:11) UDLAP 11–10
- UDLAP TD Ruiz pase de 7 yardas a  Retana, (conversión de 2 puntos buena, pase de 10 yardas de Retana a Carlos Olvera) (7:03) UDLAP 19–10
- UANL TD Francisco Mata acarreo de 1 yarda, (patada buena de Aguilar) (2:14) UDLAP 19–17

Tercer cuarto
- UDLAP Aguilar gol de campo de 28 yardas (01:22) UANL 20–19

Cuarto cuarto
- UDLAP TD Ruiz pase de 31 yardas a Retana, (conversión de 2 puntos buena, pase de 10 yardas de Robin González a Diego Torres) (10:07) UDLAP 27–20
- UDLAP TD Ruiz pase de 15 yardas a Noriega, (patada buena de Cruz) (8:12) UDLAP 34–20
- UANL TD Mata pase de 71 yardas a Daniel Lozano, (patada buena de Aguilar) (6:58) UDLAP 34–27

## Estadísticas
| Estadísticas              | Auténticos Tigres | Aztecas UDLA |
| ------------------------- | ----------------- | ------------ |
| Primeros y Diez           | 16                | 26           |
| Jugadas/Yardas            | 68/259            | 84/550       |
| Jugadas/Yardas por tierra | 39/72             | 47/259       |
| Jugadas/Yardas por aire   | 29/187            | 37/291       |